# Triaspis caledonica
Triaspis caledonica är en stekelart som först beskrevs av Marshall 1888.  Triaspis caledonica ingår i släktet Triaspis och familjen bracksteklar. Utöver nominatformen finns också underarten T. c. major.